# Yvonne De Wynne
Yvonne Elisa Gaillard (gift De Wynne,även Dewinne), född 11 juni 1906 i Schaerbeek, federala regionen Bryssel, Belgien, död 27 september 1997 i Paris, Frankrike, var en belgisk-fransk friidrottare med löpgrenar som huvudgren. De Wynne var en pionjär inom damidrott, hon innehade flera nationsrekord och blev medaljör vid de andra Damspelen 1922 i Monte Carlo och den första ordinarie Damolympiaden 1922 i Paris.

## Biografi
Yvonne Elisa Gaillard De Wynne föddes 1906 i Schaerbeek nära Bryssel i mellersta Belgien, senare flyttade familjen till Frankrike. I ungdomstiden blev hon intresserad av friidrott och gick med i idrottsföreningen "La Clodoaldienne" (UAC Saint Cloud) i Saint-Cloud. Hon tävlade för klubben under hela sin aktiva idrottskarriär.
Hon specialiserade sig på kortdistanslöpning 60-100 meter och stafettlöpning men tävlade även i längdhopp och spjutkastning. De Wynne deltog i flera damlandskamper.
1921 deltog De Wynne i sin första landskamp 30 oktober i Paris med Storbritannien, under tävlingen satte hon franskt nationsrekord i stafettlöpning 4 x 200 meter (med Hélène Rillac, Yvonne De Wynne som andre löpare, Andrée Paturaud och Cécile Maugars). 
1922 deltog De Wynne vid Damolympiaden i Monte Carlo där hon tog bronsmedalj i stafettlöpning 4 x 75 m (i laget Fédération des Sociétés Françaises de Sport Féminin FSFSF med Germaine Delapierre, Cécile Maugars, Yvonne de Wynne som tredje löpare och Andrée Paturaud). Hon tävlade även i kvaltävlingarna i stafett 4 x 175 meter och tog laget till final men deltog inte i finalloppet. I löpning 250 m blev hon utslagen under kvaltävlingarna.
1922 deltog hon även i sina första franska mästerskap (Championnats de France d'Athlétisme - CFA) då hon slutade på en femteplats i löpning 80 meter vid tävlingar 25 juni på Stade du Métropolitan i Colombes.
Senare samma år deltog De Wynne även i den första ordinarie Damolympiaden 20 augusti i Paris. Under idrottsspelen vann hon silvermedalj i stafett 4x110 yards (med Lucie Prost, Germaine Robin, Yvonne De Wynne som tredje löpare och Louise Noeppel) med 51,2 sekunder. Lagets tid och De Wynnes individuella tid blev också franska nationsrekord.
Senare drog De Wynne sig tillbaka från tävlingslivet. Gaillard De Wynne dog 1997 i Paris.